# Parafia Niepokalanego Serca Maryi w Gniewoszowie
Parafia Niepokalanego Serca Maryi w Gniewoszowie – jedna z 10 parafii rzymskokatolickich dekanatu czarnoleskiego diecezji radomskiej. 

## Historia
Parafia erygowana 24 marca 1957 przez bp. Jana Kantego Lorka. Kościół konsekrowany 15 lipca 1979 przez bp. Piotra Gołębiowskiego.

## Zasięg parafii
Do parafii należą wierni z miejscowości: Gniewoszów, Zdunków i Zwola-Kolonia.

## Proboszczowie
- ks. Jan Tomaszewski (1951–1958)
- ks. Jan Jakubaszek (1958–1959)
- ks. Bronisław Kaszuba (1959–1981)
- ks. Eugeniusz Frączyk (1981–1998)
- ks. Bogdan Andrzej Łukaszewicz (1998–2006)
- ks. Stanisław Grzmil (od 2006)